# Chess Titans
Chess Titans là một trò chơi cờ vua với đồ họa 3D được phát triển bởi Oberon Media và đi kèm với Windows Vista và Windows 7 Home Premium, Business/Professional, Enterprise, và Ultimate. Đó là một trò chơi có hiệu ứng hoạt hình sống động, có tính tương tác cao với 10 độ khó khác nhau. Trò chơi có thể được chơi bởi 2 người chơi hoặc một người chơi đấu lại máy tính.

## Lịch sử
Trò chơi được công khai giới thiệu trên phiên bản Windows Vista build 5219.
Một phiên bản cũ của trò chơi được biết đến đơn giản là Chess và được đóng gói trong Microsoft Entertainment Pack 4.

## Đồ họa
Trò chơi được hoạt hình hóa hoàn toàn và được thiết kế cho Windows Aero với cách nhìn giống như kính. Trò chơi nổi bật với một bàn cờ vua "3D" có thể xoay được trong Không gian ba chiều. Nó giới thiệu các hiệu ứng 3D của Vista. Chế độ nhìn 3D có thể được đổi thành chế độ nhìn 2D trong hộp thoại Options.

### Chủ đề
Các chủ đề có sẵn cho các quân cờ và bàn cờ, bao gồm:
- Các chủ đề dành cho các quân cờ:
  - Porcelain (Sứ).
  - Frosted glass (Kính mờ).
  - Wood (Gỗ).
  - Black & Gold (Đen & vàng − duy nhất có trong chế độ nhìn 2D).
- Các chủ đề dành cho bàn cờ vua:
  - Porcelain (Sứ).
  - Marble (Cẩm thạch).
  - Wood (Gỗ).

Chủ đề của các quân cờ và bàn cờ có thể được thay đổi trong hộp thoại Change Appearance. Các chủ đề cũng có thể được chọn ngẫu nhiên.

## Cách chơi
Chess Titans có cách chơi giống như chơi cờ vua. Trò chơi có thể được chơi bằng chuột hoặc bất kỳ bộ điều khiển trò chơi nào khác dành cho Windows. Nó cũng có thể được chơi qua Windows Media Center, sử dụng điều khiển từ xa được cung cấp cùng với TV Tuner Cards và một số máy tính xách tay khác.
Trên mỗi lượt của người chơi, Chess Titans hiển thị nước đi cuối cùng của đối thủ. Người chơi cũng có thể nhấp vào một quân cờ để hiển thị tất cả các nước đi hợp lệ của quân cờ đó. Tính năng này có thể được tắt trong hộp thoại Options.

### Người chơi đấu với máy tính
Chess Titans có 10 độ khó khác nhau, có thể được lựa chọn từ hộp thoại Options. Người chơi cũng có thể chọn để chơi bằng quân đen hoặc quân trắng. Khi chơi với máy tính lần đầu tiên, người chơi sẽ được nhắc nhở để chọn độ khó ban đầu theo tên: Beginner (Người mới chơi – cấp độ 2), Intermediate (Trung cấp – cấp độ 5), và Advanced (Nâng cao – cấp độ 8).
Chess Titans sẽ giữ một bản ghi về số ván cờ mà người chơi đã thắng, hòa, và thua khi đấu với máy tính ở mỗi độ khó khác nhau.

### Người chơi đấu với người chơi
Trong chế độ hai người chơi, bàn cờ sẽ tự động xoay 180 độ cho người chơi đối diện sau mỗi lần di chuyển. Tùy chọn này có thể được tắt. Chess Titans sẽ lưu tất cả các điểm của hai người chơi.